# Вышари

Вышари (укр. Вишарі) — село,
Корниенковский сельский совет,
Великобагачанский район,
Полтавская область,
Украина.
Код КОАТУУ — 5320281802. Население по переписи 2001 года составляло 98 человек.

## Географическое положение
Село Вышари находится на расстоянии до 1 км от сёл Сидоровщина, Шипоши и Мостовивщина.
По селу протекает пересыхающий ручей с запрудой.
Рядом проходит автомобильная дорога М-03.